# Лоповок, Сергей Ефимович
Сергей Ефимович Лоповок (род. 18 марта 1969, Кстово, Горьковская область) — российский самбист, многократный чемпион России, Европы и мира, многократный обладатель Кубков мира, Заслуженный мастер спорта России, тренер.

## Биография
Окончил техникум по специальности «Промышленное и гражданское строительство». В 17 лет стал мастером спорта. Коронные приёмы — рычаг колена и «стригунок» — подсечка с падением и упором стопы в живот. Главный тренер ДЮСШОР по самбо города Кстово, депутат городской думы, председатель спортивного клуба «Самбо».
Учился в музыкальной школе по классу баяна. Окончил Горьковское высшее военное строительное командное училище. Майор.

## Известные воспитанники
- Шаров, Александр Валерьевич (1979) — чемпион и призёр чемпионатов России и Европы, призёр чемпионатов мира, Заслуженный мастер спорта России, тренер.

## Национальный уровень
- Кубок СССР по самбо 1990 года — ;
- Кубок России по самбо 1992 года — ;
- Кубок России по самбо 1998 года — ;
- Кубок России по самбо 2002 года — ;
- Кубок России по самбо 2003 года — ;
- Кубок России по самбо 2005 года — ;
- Самбо на летней Спартакиаде народов СССР 1991 года — ;
- Чемпионат России по самбо 1992 года — ;
- Чемпионат России по самбо 1993 года — ;
- Чемпионат России по самбо 1994 года — ;
- Чемпионат России по самбо 1995 года — ;
- Чемпионат России по самбо 1996 года — ;
- Чемпионат России по самбо 1997 года — ;
- Чемпионат России по самбо 1998 года — ;
- Чемпионат России по самбо 1999 года — ;
- Чемпионат России по самбо 2000 года — ;
- Чемпионат России по самбо 2001 года — ;
- Чемпионат России по самбо 2002 года — ;
- Чемпионат России по самбо 2004 года — ;

## Хобби
Рыбалка, подводная охота.